# 4
| 4                  |
| ------------------ |
| Dødsfald - Fødsler |
|                    |

| Gregoriansk kalender | 4 IV                    |
| Ab urbe condita      | 757                     |
| Armensk kalender     | I/T                     |
| Kinesiske kalender   | 2700 – 2701 癸亥 – 甲子 |
| Etiopisk kalender    | -4 – -3                 |
| Jødisk kalender      | 3764 – 3765             |
| Hindukalendere       |                         |
| - Vikram Samvat      | 59 – 60                 |
| - Shaka Samvat       | N/A                     |
| - Kali Yuga          | 3105 – 3106             |
| Iransk kalender      | 618 BP – 617 BP         |
| Islamisk kalender    | 637 BH – 636 BH         |

 For alternative betydninger, se 4 (flertydig). (Se også artikler, som begynder med 4)